# Yucatánski prolaz
Yucatánski prolaz (špa. Canal de Yucatán) ili Yucatánski kanal je morski prolaz između Meksika i Kube koji povezuje Karipsko more s Meksičkim zaljevom. Širok je 217 km između rta Catoche u Meksiku i rta San Antonio na Kubi, a najveća dubina mu iznosi 2,779 metara.

## Morske struje
Voda kroz kanal protječe od istoka prema zapadu pod utjecajem Sjeverne ekvatorske i Južne ekvatorske struje. Nakon što prođe pored Yucatana naziva se Yucatánskom strujom. Navedena struja osigurava najveće priljev vode u Meksički zaljev, budući da je količina priljeva iz Floridskog prolaza znatno manja. Yucatánska struja teče uz zapadnu stranu prolaza, dok Kubanska protustruja teče u obrnutom smjeru, uz istočnu stranu. Ispod Yucatánske teče podvodna struja prema jugu koja odnosi vodu iz Meksičkog zaljeva.

## Koralji
Na vanjskom rubu Yucatánskog šelfa, oko 100 km od obale nalaze se koraljni grebeni, sastavljeni pretežito od vrsta Acropora cervicornis, Acropora palmata i Montastraea annularis, međutim većina ih je izumrla krajem 1990-ih. Bioraznolikost prostora ugrožena je pretjeranom eksploatacijom.